# Heigenbrücken
Heigenbrücken er en kommune i Landkreis Aschaffenburg i det bayerske Regierungsbezirk Unterfranken i Tyskland. Den er administrationsby for Verwaltungsgemeinschaft Heigenbrücken.

## Geografi
Heigenbrücken ligger i Region Bayerischer Untermain midt i mittelgebirgeområdet Spessart.
Til Heigenbrücken hører landsbyen Jakobsthal.

## Historie
Nævnt første gang som Heygerbruch i 1477. Ved Ærkestiftet Mainz fald kom Heigenbrücken under det da dannede Fyrstedømmet Aschaffenburg, og kom sammen med det i 1814 (da som et departement i Storhertugdømmet Frankfurt) til Bayern. Nen nuværende kommune blev dannet i 1818.

### Religion
- katolsk: 1961
- evangelisk: 255
- forskellige: 376

(pr. 1. Januar 2005)